# Блек Оук (Арканзас)
Блек Оук (енгл. Black Oak) град је у америчкој савезној држави Арканзас.

## Демографија
По попису из 2010. године број становника је 262, што је 24 (-8,4%) становника мање него 2000. године.
| Група             | 2000.       | 2010.       |
| Белци             | 279 (97,6%) | 253 (96,6%) |
| Афроамериканци    | 1 (0,3%)    | 0 (0,0%)    |
| Азијати           | 2 (0,7%)    | 0 (0,0%)    |
| Хиспаноамериканци | 2 (0,7%)    | 8 (3,1%)    |
| Укупно            | 286         | 262         |